# Hans Richter
Hans Richter (4. dubna 1843 Győr – 5. prosince 1916 Bayreuth) byl rakouský dirigent, jeden z nejvýznamnějších dirigentů své doby.

## Život
Hans Richter se narodil 4. dubna 1843 v Győru (Rábu) v Uhersku jako syn katedrálního kapelníka a zpěvačky. Matka jej už od čtyř let učila hře na klavír, takže díky této důkladné hudební přípravě mohl brzy působit v katedrálním sboru. Poté po brzké smrti svého otce odešel do „Löwenburgova konviktu“ ve Vídni, což byla škola, která vychovávala hlasově nadané chlapce pro Vídeňskou dvorní kapelu. V letech 1860–65 se na vídeňské konzervatoři učil hře na housle a lesní roh a hudební teorii.
Již roku 1862 se stal hornistou v Divadle u Korutanské brány, tehdejším sídle Vídeňské dvorní opery, a po několika letech obdržel od dvorského kapelníka kapelnické vysvědčení. Díky tomuto doporučení přišel Richter do kontaktu s Richardem Wagnerem, který hledal schopné hudebníky. Wagner jej roku 1867 povolal do Mnichova, kde Richter působil jako dirigent sboru a korepetitor a od roku 1868 jako druhý kapelník opery. Jako svého asistenta jej Wagner pověřil tím, aby z rukopisné partitury Mistrů pěvců norimberských vypracoval předlohu pro tisk. Totéž provedl i v případě partitury Siegfrieda. Svou prací si Richter získal plnou důvěru Richarda Wagnera, takže se mohl účastnit jeho svatby s Cosimou Wagnerovou jako svědek.
Roku 1871 získal Richter místo kapelníka v Národním divadle v Budapešti a roku 1875 pak i místo kapelníka (od 1893 1. kapelníka) Královské dvorní opery ve Vídni, které zastával po dalších pětadvacet let. Vedle toho byl v letech 1875–1898 dirigentem Filharmonického koncertu a v letech 1880–1890 koncertním dirigentem Společnost přátel hudby.

Wagner si jej zvolil za dirigenta premiéry svého Prstenu Nibelungova v rámci prvních Hudebních slavností v Bayreuthu roku 1876. Když pak roku 1877 musel Wagner odjet dirigovat sérii koncertů v Londýně, aby získal peníze na splacení dluhů zanechaných slavnostmi, Richter jej doprovázel a střídal se s ním v dirigování. Tím se stal populárním i a Anglii a v následujících letech tam často vystupoval. V letech 1885–1909 vedl Birminghamské hudební trienále.

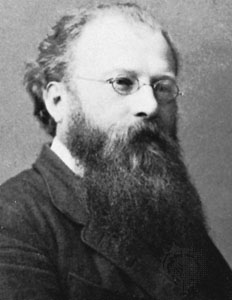
Hans Richter

Richter pracoval do roku 1900 především ve Vídni, kde podporoval mladé skladatele a šířil dílo Richarda Wagnera. Současně se do roku 1912 také pravidelně vracel dirigovat na bayreuthské slavnosti. Roku 1900 odešel do Anglie a převzal vedení Hallé Orchestra. V letech 1903–1910 dirigoval představení Wagnerových oper v Královském divadle Covent Garden, v letech 1904–1911 dirigoval též Londýnský symfonický orchestr. Oxfordská univerzita (1895) a Manchesterská univerzita mu udělily čestné doktoráty. Roku 1911 Anglii opustil a odešel na odpočinek do Bayreuthu. Za jeho hudební zásluhy jej město Bayreuth roku 1913 jmenovalo svým čestným občanem. Roku 1915 získal též čestný doktorát Německé Karlo-Ferdinandovy univerzity v Praze.
Hans Richter zemřel 5. prosince 1916. Pochován je na bayreuthském městském hřbitově.

## Odkaz
Hans Richter se vedle propagace Wagnera zvláště zasloužil o šíření popularity děl Antona Brucknera, Johannese Brahmse, Antonína Dvořáka a Edwarda Elgara.